# Verónica Forqué
Verónica Forqué, de son nom complet Verónica Forqué Vázquez-Vigo, née le 1er décembre 1955 à Madrid et morte le 13 décembre 2021 dans la même ville, est une actrice espagnole, connue pour le rôle de Kika, personnage éponyme du film de Pedro Almodóvar en 1994.

## Biographie
De nom complet Verónica Forqué Vázquez-Vigo, elle est la fille du réalisateur José María Forqué et de l’actrice Carmen Vázquez-Vigo et la sœur du réalisateur Álvaro Forqué.
En 1999, elle reçoit la médaille d'or du mérite des beaux-arts par le ministère de l'Éducation, de la Culture et des Sports.
Verónica Forqué remporte quatre prix Goya au cours de sa carrière, deux en tant que meilleure actrice (dont un pour Kika en 1994) et deux en tant que second rôle féminin.
En septembre 2005, elle est membre du jury du Festival du Cinéma de San Sebastian présidé par Anjelica Huston.
Ne cachant pas ses épisodes dépressifs contre lesquels elle luttait depuis des années, elle est retrouvée morte par suicide à son domicile madrilène le 13 décembre 2021.

## Filmographie

### Au cinéma
- 1972 : Mi querida señorita de Jaime de Armiñán (non créditée)
- 1976 : El segundo poder : Laurencia
- 1976 : Madrid, Costa Fleming
- 1977 : La guerra de papá : Vítora
- 1977 : Die Standarte d'Ottokar Runze : Resa
- 1978 : Una historia
- 1978 : Las truchas de José Luis García Sánchez
- 1979 : Tiempos de constitución
- 1980 : Tras el mostrador
- 1980 : Todos me llaman 'Gato'
- 1980 : El canto de la cigarra : Bisbi
- 1980 : Magia rosa
- 1981 : Nostalgia de comedia muda
- 1981 : Ojo, frágil
- 1984 : Qu'est-ce que j'ai fait pour mériter ça ? (¿Qué he hecho yo para merecer esto!!) de Pedro Almodóvar : Cristal
- 1985 : Sé infiel y no mires con quién : Silvia
- 1986 : Caín : Eva
- 1986 : Matador de Pedro Almodóvar : Journaliste
- 1986 : El orden cómico
- 1986 : voix dans Romanza final : Gayarre
- 1986 : Manolo (El año de las luces) de Fernando Trueba : Irene
- 1987 : Las vacaciones de Toby
- 1987 : Madrid : Lucía
- 1987 : La vida alegre de Fernando Colomo : Ana
- 1987 : Moros y cristianos de Luis García Berlanga : Monique
- 1988 : Bajarse al moro de Fernando Colomo : Chusa
- 1989 : El baile del pato de Manuel Iborra : Bea
- 1990 : Don Juan, mi querido fantasma : Señora de Marquina
- 1992 : Salsa rosa : Ana
- 1992 : Orquesta Club Virginia de Manuel Iborra : Présentatrice TV égyptienne
- 1993 : ¿Por qué lo llaman amor cuando quieren decir sexo? : Gloria
- 1993 : Kika de Pedro Almodóvar : Kika
- 1994 : Amor propio : Juana Miranda
- 1994 : Siete mil días juntos
- 1997 : ¿De qué se ríen las mujeres? : Luci
- 1997 : El tiempo de la felicidad : Julia
- 1999 : Pepe Guindo : la couturière
- 2000 : ¡Ay, Carmela! de Carlos Saura : Carmela
- 2001 : Sin vergüenza de Joaquín Oristrell : Isabel
- 2001 : Tiempos de azúcar : Isabel
- 2001 : I Love You Baby : Carmen
- 2001 : Clara y Elena : Clara
- 2004 : Al pie del cañón : Rosemari
- 2005 : Reinas de Manuel Gómez Pereira : Nuria
- 2006 : La dama boba : Otavia
- 2019 : Les Coming Out : Sofia
- 2019 : A 1000 km de la navidad : Blanca

### À la télévision
- 1974 : épisodes de la série Silencio, estrenamos
- 1977-1978 : épisodes de la série Novela
- 1980 : épisodes de la série El Español y los siete pecados capitales
- 1979-1982 : épisodes de la série Estudio 1
- 1982 : épisode de la série Ramón y Cajal
- 1983 : épisode de la série Un encargo original
- 1983 : épisodes de la série El jardín de Venus
- 1984 : épisodes de la série Nunca es tarde : Pilar
- 1985 : épisodes de la série Goya : Comtesse de Chinchón
- 1986 : épisodes de la série Platos rotos : María
- 1991 : épisodes de la série Eva y Adán, agencia matrimonial : Eva
- 1992 : La mujer de tu vida 2: La mujer vacía
- 1995 : série Pepa y Pepe : Pepa
- 1998 : épisode 1 de Pin plus
- 2003 : la série La vida de Rita : Rita